# Кардиомиопатија
Кардиомиопатија је таксономска категорија која означава болести миокарда идиопатског (непознатог) порекла којима није претходило аутоимунско, инфламаторно или инфективно обољење срца. Оболеле особе су најчешћи кандидати за трансплантацију срца.

## Патогенеза
Промене на миокарду су обично споре и често без симптома. Теку прогресивно и временом доводе до тешких последица као што су: срчана инсуфицијенција, аритмија, изненадна срчана смрт, тромбоза или емболија.
Према морфолошким и функционалним променама на миокарду, класификују се на:
- дилатативне
- хипертрофичне
- рестриктивне
- аритмогене

## Дилатативна кардиомиопатија
То је најчешћа форма. Учесталост је око 40-50 на 100000 становника. 
У једној трећини случајева постоји генетичка предиспозиција. Мушкарци обољевају чешће.
Дилатативна кардиомиопатија може бити идиопатска, али може имати и друге узроке. То су:
- фамилијарно-генетичка. Идентификовано је 16 генских дефекта. То су обично гени који синтетишу неке мишићне протеине нпр. дистрофин, ламинин, десмин, тропонин Т... (види чланак хумани геном, Хромозом 1 (човек))
- запаљењска, најчешће вирусна (Коксаки вирус)
- имунолошка
- токсичка-алкохолизам, медикаменти
- услед болести срчаног залиска, инфаркта

### Симптоми
Први знаци су најчешће знаци срчане инсуфицијенције: застој крви у венама врата, повећана јетра, отоци ногу - све су то знаци такозване ретроградне инсуфицијенције. Такође присутни су и знаци антероградне инсуфицијенције: осећај хладноће на екстремитетима, периферна цијаноза, синкопа-краткотрајни губитак свести, вртоглавица.
Често се срећу и поремећаји срчаног ритма-аритмије. Пацијент осећа прескакање срца, лупање срца, вртоглавицу, губитак свести. Може настати и изненадна срчана смрт.
Због повећања комора и преткомора, могу у њима настати тромби. Ослобађањем тромба настаје емболија. Последице су шлог, инфаркт црева, периферна емболија екстремитета.
Готово увек се јавља ангина пекторис-бол у пределу срца у току активности, напрезања.

### Патологија
Карактеристично је проширење леве, десне или обе коморе. Овде се првенствено мисли на повећање волумена, а не зида. Зид (миокард) може бити задебљан (хипертрофија), али може бити и стањен (хипотрофија, атрофија).
Присутна је систолна дисфункција. Срчана ејекциона фракција је смањена, смањен је и минутни волумен срца, а повећан дијастолни волумен. Више крви остаје у срцу, а мање се испумпа.

## Хипертрофична кардиомиопатија
Хипертрофична кардиомиопатија настаје услед задебљања срчаног мишића-миокарда. Срчане коморе нису проширене-нема дилатације, већ је само њихов зид задебљан. Могу бити:
- концентричне- миокард је у свим деловима подједнако задебљан и
- ексцентричне -поједини делови нпр. септум су појачано задебљали док други нису.

Хипертрофична кардиомиопатија је друга по учесталости, после дилатативне.
Учесталост им је отприлике 1 на 500 одраслих особа. За болест постоји генетичка предиспозиција (аутозомно-доминантно наслеђивање види горе у општем делу).

### Симптоми
Углавном пацијенти не осећају тегобе, тек се у касној фази могу јавити тегобе.
Најчешће се лако замарају, губе ваздух у току активности-диспнеја.
Ангина пекторис се среће код 75% пацијената. Могуће су и синкопе, осећај прескакања срца...

### Патологија
Углавном се среће ексцентрична(асиметрична) хипертрофија. Долази до хипертрофије срчаних мишићних ћелија-кардиомиоцита.
Поремећена је претежно дијастолна функција. Дијастола је фаза релаксације у којој се срце пуни крвљу. Услед задебљања срчаног мишића овде је отежана управо релаксација. Такође дијастола је и фаза у којој се срце храни, јер је пролазак крви кроз срчане (коронарне) артерије могућ само у дијастоли, тако да се јављају знаци слабе прокрвљености срца (исхемија, хипоксија), а то је ништа друго него ангина пекторис.
Код 25% пацијената услед задебљања септума долази до стенозе (сужења) аортонг ушћа. Наиме аортно ушће се налази у близини септума. Уколико се маса септума повећа, онда он може прекрити аортно ушће. То је такозвана Хипертрофична обструктивна кардиомиопатија (ХОКМ (en:HOCM)).

## Рестриктивна кардиомиопатија
Код рестриктивне кардиомиопатије су срчане коморе круте, волумен им је смањен и недовољно се опуштају, тако да је пуњење срца крвљу отежано-поремећај дијастолне функције.
Ретко се среће. Најчешћи облик је идиопатска фиброза миокарда. Идиопатска фиброза миокарда може бити праћена еозинофилијом (повећање еозинофилних леукоцита), или без еозинофилије често у Африци.

### Симптоми
Бивентрикуларна инсуфицијенција, али претежно је десна комора захваћена. Често се јављају тромбоемболије, ангина пекторис. Значи бол у грудима, замерање, диспнеја...

### Патофизиологија
Коморе су круте, волумен је смањен услед гомилања везивног ткива. Коморе нису проширене, а ниси присутни ни знаци хипертрофије миокарда. Може се јавити и трикуспидна и митрална инсуфицијенција.

## Аритмогена хипертрофија десне коморе
Углавном је десна комора захваћена. Узрок је масно-везивна дегенерација миокарда. Промене у спроводном систему срца узрокују аритмије.
Постоји генетичка предиспозиција.
Терапија се састоји у усађивању пејсмејкера, антиаритмици.

## Остале кардиомиопатије
Постоји још неколико врста кардиомиопатија које у углавном последица других болести, дакле секундарно настају. То су:
- Исхемична кардиомиопатија, углавном се јавља као дилатативна кардиомиопатија. Узрок је смањено снабдевање срца крвљу нпр. код коронарне болести срца.
- Валвуларна кардиомиопатија настаје услед оштећења срчаних залистака (стеноза или инсуфицијенција)

Валвула је срчани залистак.
- Хипертензивна кардиомиопатија услед повећаног крвног притиска (хипертензија).
- Токсична кардиомиопатија нпр. код алкохолизма (алкохолизам)
- Запаљењска кардиомиопатија најчешћи изазивач је Коксаки вирус.
- Метаболичка кардиомиопатија код шећерне болести, хипертиреозе, хипотиреозе...
- Кардиомиопатија код системских болести лупус еритематодес, склеродермија, реуматски артритис...
- Кардиомипопатија код мишићних дистрофија нпр. Душенеова дистрофија.
- Кардиомиопатија у трудноћи